# Der Golem, wie er in die Welt kam
Der Golem, wie er in die Welt kam (bra: O Golem - Como Veio ao Mundo; prt: O Golem) é um filme de terror e fantasia alemão de 1920 dirigido por Paul Wegener e Carl Boese.

## Elenco
- Albert Steinrück como Rabino Loew
- Paul Wegener como Golem
- Lyda Salmonova como Miriam[3]
- Ernst Deutsch como Loew's assistant
- Lothar Müthel como Knight Florian
- Otto Gebühr como Emperor
- Hans Stürm como Rabbi Jehuda
- Max Kronert como The Gatekeeper
- Greta Schröder como A Lady of the Court
- Loni Nest como Little Girl
- Fritz Feld como A Jester